# Пауэрлифтинг на Всемирных играх 1989
Пауэрлифтинг на Всемирных играх 1989 года включал розыгрыш шести комплектов медалей.

## Призёры

### Мужчины
| Дисциплина  | Золото            | Серебро        | Бронза          |
| ----------- | ----------------- | -------------- | --------------- |
| Лёгкий вес  | Нанда Таламбануа  | Вентье Мале    | Хироюки Исагама |
| Средний вес | Флореано Доменики | Эшби Александр | Майкл Барбье    |
| Тяжёлый вес | Жан-Пьер Брюло    | Энтони Стивенс | Рудольф Кюстер  |

### Женщины
| Дисциплина  | Золото                     | Серебро            | Бронза        |
| ----------- | -------------------------- | ------------------ | ------------- |
| Лёгкий вес  | Анна-Лииза Принккала       | Хисако Ёсида       | Реха Мал      |
| Средний вес | Сильвана Болльман          | Джой Барт          | Умэё Кунихиро |
| Тяжёлый вес | Элизабет-Катрина Одендааль | Ульрика Хершенхайн | Джудит Оукс   |